# العلاقات السودانية الكورية الجنوبية
العلاقات السودانية الكورية الجنوبية هي العلاقات الثنائية التي تجمع بين السودان وكوريا الجنوبية.

## مقارنة بين البلدين
هذه مقارنة عامة ومرجعية للدولتين:
| وجه المقارنة                                              | السودان                     | كوريا الجنوبية                                                          |
| --------------------------------------------------------- | --------------------------- | ----------------------------------------------------------------------- |
| المساحة (كم2)                                             | 1.89 مليون                  | 100.30 ألف                                                              |
| عدد السكان (نسمة)                                         | 40.53 مليون                 | 51.47 مليون                                                             |
| الكثافة السكانية (ن./كم²)                                 | 21.44                       | 513.16                                                                  |
| العاصمة                                                   | الخرطوم                     | سول                                                                     |
| اللغة الرسمية                                             | اللغة العربية، لغة إنجليزية | اللغة الكورية                                                           |
| العملة                                                    | جنيه سوداني                 | وون كوري جنوبي                                                          |
| الناتج المحلي الإجمالي (بليون دولار)                      | 117.49 مليار                | 1.53 تريليون                                                            |
| الناتج المحلي الإجمالي (تعادل القوة الشرائية) بليون دولار | 176.55 مليار                | 1.75 تريليون                                                            |
| الناتج المحلي الإجمالي الاسمي للفرد دولار أمريكي          | 2.41 ألف                    | 27.22 ألف                                                               |
| الناتج المحلي الإجمالي للفرد دولار أمريكي                 | 4.07 ألف                    |                                                                         |
| مؤشر التنمية البشرية                                      | 0.479                       | 0.901                                                                   |
| رمز المكالمات الدولي                                      | +249                        | +82                                                                     |
| رمز الإنترنت                                              | سودان                       | .kr                                                                     |
| المنطقة الزمنية                                           | ت ع م+03:00، ت ع م+02:00    | توقيت كوريا الجنوبية، ت ع م+09:00، آسيا/سيول ‏، ت ع م+08:00، ت ع م+08:30 |

## منظمات دولية مشتركة
يشترك البلدان في عضوية مجموعة من المنظمات الدولية، منها:
| علم المنظمة | اسم المنظمة                               | تاريخ انضمام السودان | تاريخ انضمام كوريا الجنوبية |
| ----------- | ----------------------------------------- | -------------------- | --------------------------- |
|             | مؤسسة التمويل الدولية                     | 21 أكتوبر 1960       | 16 مارس 1964                |
|             | منظمة حظر الأسلحة الكيميائية              | ?                    | ?                           |
|             | يونسكو                                    | 26 نوفمبر 1956       | 14 يونيو 1950               |
|             | البنك الإفريقي للتنمية                    | ?                    | ?                           |
|             | الأمم المتحدة                             | 12 نوفمبر 1956       | 17 سبتمبر 1991              |
|             | منظمة الشرطة الجنائية الدولية             | ?                    | ?                           |
|             | البنك الدولي للإنشاء والتعمير             | 5 سبتمبر 1957        | 26 أغسطس 1955               |
|             | الاتحاد البريدي العالمي                   | ?                    | ?                           |
|             | مؤسسة التنمية الدولية                     | 24 سبتمبر 1960       | 18 مايو 1961                |
|             | الفريق المعني برصد الأرض                  | ?                    | ?                           |
|             | المركز الدولي لتسوية المنازعات الاستشارية | 9 مايو 1973          | 23 مارس 1967                |
|             | وكالة ضمان الاستثمار متعدد الأطراف        | 7 نوفمبر 1991        | 12 أبريل 1988               |

## وصلات خارجية
- موقع وزارة الخارجية السودانية
- موقع وزارة الخارجية الكورية الجنوبية